# Dennenglanszweefvlieg
De dennenglanszweefvlieg (Callicera rufa) is een vliegensoort uit de familie van de zweefvliegen (Syrphidae). De wetenschappelijke naam van de soort is voor het eerst geldig gepubliceerd in 1842 door Schummel.